# Mitrofànivka (Crimea)
|  | Per a altres significats, vegeu «Mitrofànovka». |

Mitrofànivka (en (ucraïnès): Митрофанівка, en rus: Митрофановка, Mitrofànovka) és un poble de la República Autònoma de Crimea a Ucraïna, que el 2014 tenia 1.226 habitants. Pertany al districte de Nijnegorski.